# Közepes rovarevő fapinty
A közepes rovarevő fapinty (Camarhynchus pauper) a madarak (Aves) osztályának a verébalakúak (Passeriformes) rendjéhez, ezen belül a tangarafélék (Thraupidae) családjához tartozó faj.

## Rendszerezés
A besorolása vitatott, egyes rendszerezők a sármányfélék (Emberizidae) családjába sorolják.

## Előfordulása
Az Ecuadorhoz tartozó Galápagos-szigeteken honos. A természetes élőhelye szubtrópusi és trópusi erdők és bokrosok.

## Megjelenése
Átlagos testhossza 12.5 centiméter, testtömege 16 gramm.

## Rokon fajok
A közepes rovarevő fapinty közeli rokonságban áll, a Galápagos-szigetek többi pintyével.